# Olecko
Olecko (colocvial Oletzko, în germană Marggrabowa, în trecut Treuburg, în lituaniană Alėcka) este un oraș în Polonia.